# ميني بالمر
ميني بالمر (بالإنجليزية: Minnie Palmer)‏ هي ممثلة أمريكية، ولدت في 31 مارس 1860 في فيلادلفيا في الولايات المتحدة، وتوفيت في 21 مايو 1936.

## وصلات خارجية
- ميني بالمر على موقع IMDb (الإنجليزية)
- ميني بالمر على موقع قاعدة بيانات برودواي على الإنترنت (الإنجليزية)